# Wayne Robinson
Wayne Howard Robinson (Greensboro, 19 aprile 1958) è un ex cestista statunitense, professionista nella NBA, in Italia e in Spagna.

## Carriera
Venne selezionato dai Los Angeles Lakers al secondo giro del Draft NBA 1980 (31ª scelta assoluta).

## Palmarès
- Campionato spagnolo: 3

Real Madrid: 1983-84, 1984-85, 1985-86
- Copa del Rey: 2

Real Madrid: 1985, 1986
- Supercoppa spagnola: 1

Real Madrid: 1984
- Coppa delle Coppe: 1

Real Madrid: 1983-84
- Promozione in Serie A1: 1

Pall. Trieste: 1981-82